# Leander Paes
Laender Paes (født 17. juni 1973) er en indisk tennisspiller. Han begyndte sin professionelle karriere i 1991 og vandt i 1996 den individuelle bronzemedalje ved OL i Atlanta. Senere har han vundet 7 Grand Slam-titler i herrerdouble og mixdouble. Den seneste ved US Open i 2006.